# Hofanlage Aschen
Die Hofanlage Aschen in Diepholz, Ortsteil Aschen, Schützenstraße 21, stammt aus dem 18., 19. und 20. Jahrhundert.
Die Gebäude stehen unter Denkmalschutz (siehe auch Liste der Baudenkmale in Diepholz).

## Beschreibung
Die Hofanlage, umgeben von Eichen, besteht aus:
- dem eingeschossigen Wohn- und Wirtschaftsgebäude von 1797 (Inschrift) als Hallenhaus in Fachwerk mit Ziegelausfachungen, hohem Satteldach und Inschriften im Giebelbalken und über dem früheren Tor (heute Tür); Umbau zum Wohnhaus,
- dem eingeschossigen Nebengebäude von 1912 in Fachwerk mit verbretterten Steinausfachungen und mit Satteldach,
- der eingeschossigen Scheune aus der Mitte/Ende des 19. Jahrhunderts in verbrettertem Fachwerk mit Schleppdach.

Das Landesdenkmalamt befand: „… geschichtliche Bedeutung … als vollständig überlieferte Hofanlage …“